# Ігор Субельдія
Ігор Субельдія (ісп. Igor Zubeldia; нар. 30 березня 1997, Аскойтія) — іспанський футболіст, півзахисник клубу «Реал Сосьєдад».

## Клубна кар'єра
Народився 30 березня 1997 року в місті Аскойтія. Вихованець футбольної школи клубу «Реал Сосьєдад». Тренувався в академії клубу з 11 років. З 2015 року — основний опорний півзахисник другої команди, «Реал Сосьєдад Б». Разом з нею посів сьоме місце в Сегунді Б. До кінця сезону 2015/16 став підводитися до тренувань з основною командою. 25 лютого 2016 року продовжив контракт з командою на п'ять років.
13 травня 2016 року дебютував у Ла Лізі у поєдинку проти «Валенсії», вийшовши на заміну на 84-ій хвилині замість Рубена Пардо. Станом на 19 червня 2019 року відіграв за клуб із Сан-Себастьяна 59 матчів в національному чемпіонаті.

## Виступи за збірні
2015 року дебютував у складі юнацької збірної Іспанії, взяв участь у 4 іграх на юнацькому рівні.
З 2017 року залучався до матчів молодіжної збірної Іспанії, у її складі поїхав на молодіжний чемпіонат Європи 2019 року в Італії.

## Статистика виступів

### Статистика клубних виступів
| Сезон                       | Команда                     | Чемпіонат                   | Чемпіонат | Чемпіонат | Національний кубок | Національний кубок | Національний кубок | Континентальні кубки | Континентальні кубки | Континентальні кубки | Інші змагання | Інші змагання | Інші змагання | Усього | Усього |
| Сезон                       | Команда                     | Ліга                        | Ігор      | Голів     | Ліга               | Ігор               | Голів              | Ліга                 | Ігор                 | Голів                | Ліга          | Ігор          | Голів         | Ігор   | Голів  |
| --------------------------- | --------------------------- | --------------------------- | --------- | --------- | ------------------ | ------------------ | ------------------ | -------------------- | -------------------- | -------------------- | ------------- | ------------- | ------------- | ------ | ------ |
| 2015–16                     | «Реал Сосьєдад Б»           | СДБ                         | 27        | 1         | -                  | -                  | -                  | -                    | -                    | -                    | -             | -             | -             | 27     | 1      |
| 2016–17                     | «Реал Сосьєдад Б»           | СДБ                         | 25        | 2         | -                  | -                  | -                  | -                    | -                    | -                    | -             | -             | -             | 25     | 2      |
| Усього за «Реал Сосьєдад Б» | Усього за «Реал Сосьєдад Б» | Усього за «Реал Сосьєдад Б» | 52        | 3         |                    | -                  | -                  |                      | -                    | -                    |               | -             | -             | 52     | 3      |
| 2015–16                     | «Реал Сосьєдад»             | ПД                          | 1         | 0         | КІ                 | -                  | -                  | -                    | -                    | -                    | -             | -             | -             | 1      | 0      |
| 2016–17                     | «Реал Сосьєдад»             | ПД                          | 4         | 0         | КІ                 | 0                  | 0                  | -                    | -                    | -                    | -             | -             | -             | 16     | 0      |
| 2017–18                     | «Реал Сосьєдад»             | ПД                          | 10        | 1         | КІ                 | 1                  | 0                  | ЛЄ                   | 4                    | 0                    | -             | -             | -             | 15     | 1      |
| Усього за «Реал Сосьєдад»   | Усього за «Реал Сосьєдад»   | Усього за «Реал Сосьєдад»   | 15        | 1         |                    | 1                  | 0                  |                      | 4                    | 0                    |               | -             | -             | 20     | 1      |
| Усього за кар'єру           | Усього за кар'єру           | Усього за кар'єру           | 67        | 4         |                    | 1                  | 0                  |                      | 4                    | 0                    |               | -             | -             | 72     | 4      |

## Титули і досягнення
- Володар Кубка Іспанії (1):

«Реал Сосьєдад»: 2019-20
- Чемпіон Європи (U-21): 2019